# Palestrina Basket Femminile
Il Gruppo Sportivo Palestrina Basket Femminile A.S.D. è la principale società di pallacanestro femminile di Palestrina.
Gioca alla Tensostruttura di Zagarolo e i suoi colori sociali sono il verde e il bianco. È sponsorizzata dalla Lega italiana per la lotta contro l'AIDS.

## Storia
Nel 2001-02 è arrivato 1º nel Girone B di Serie A2 e nella Poule promozione è arrivato 2º dietro la Virtus Viterbo. Nel 2002-03 è arrivato 11º nel Girone Sud di Serie A2, salvandosi ai play-out. Nel 2003-04 ha partecipato ai play-off, arrivando sesto nel girone B di Serie A2.
Nel 2004-2005 era ancora in Serie A2. Nel 2005-06 era sponsorizzato dall'Acquario ed è giunto 12º nel Girone B di Serie A2, salvandosi ai play-out contro la Carpedil Battipaglia. Nel 2006-07 è giunto 13º nel Girone B di Serie A2 e si è salvato ancora dopo i play-out vinti sull'Elitel Castellammare di Stabia.
Nel 2007-08 si classifica 15º nel girone B e retrocede in Serie B d'Eccellenza.